# Estephan Doueihi
Estephan Doueihi est un homme politique libanais.
Originaire d'une famille politique maronite traditionnelle de Zghorta, allié de la famille Frangié, il est nommé député de Zghorta en 1991 et est réélu à ce poste en 1992 et en 1996.
Entre 1995 et 1996, il est ministre des Affaires sociales du gouvernement de Rafiq Hariri.
Il échoue lors des élections de 2000 (battu par Nayla Moawad) et en 2005, se présentant sur la liste de l'ancien ministre Soleimane Frangié Jr. Il retrouve son siège de député en 2009.